# Музей Польди-Пеццоли

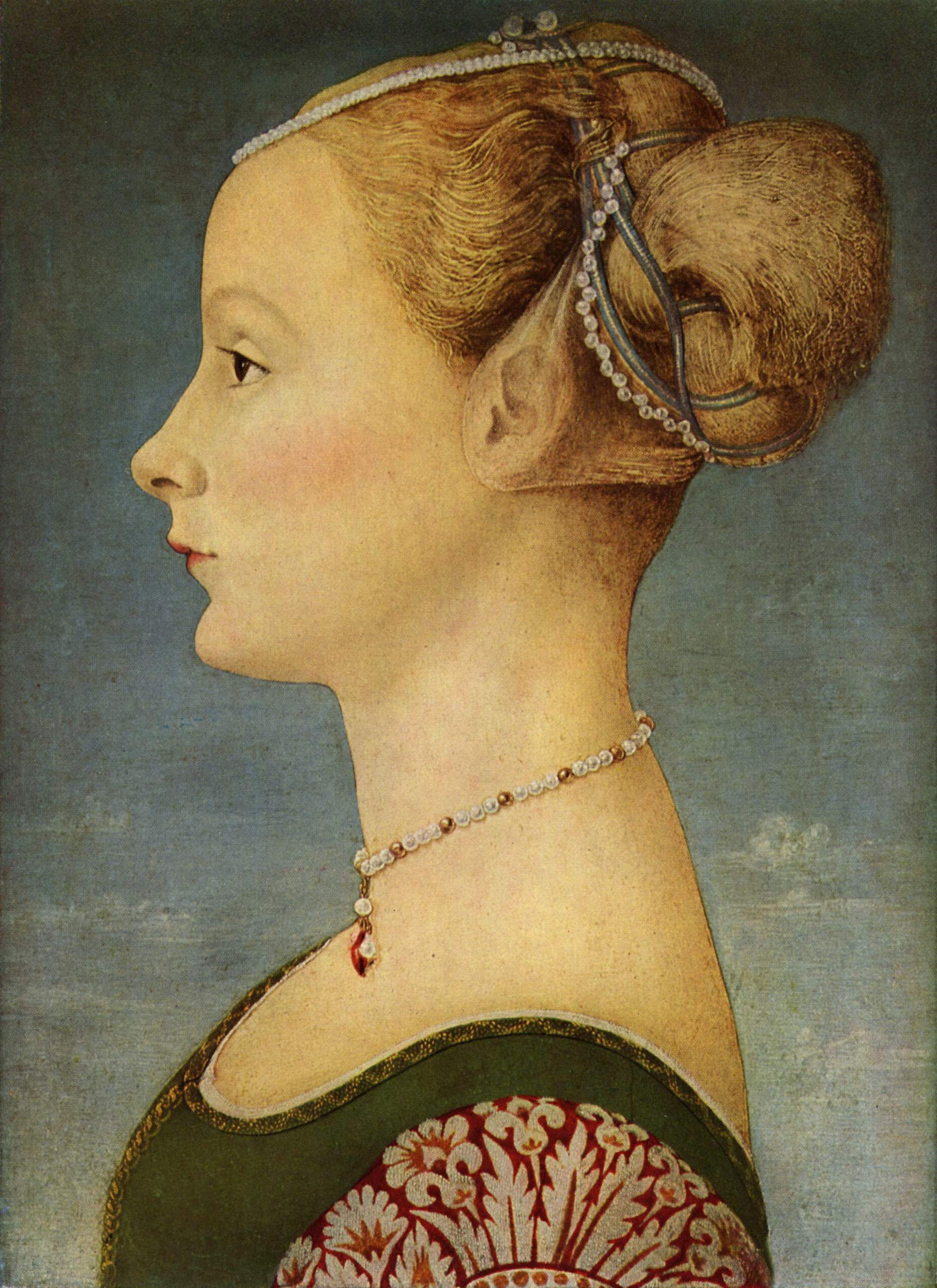
Пьеро Поллайоло. Женский портрет. Конец XV века

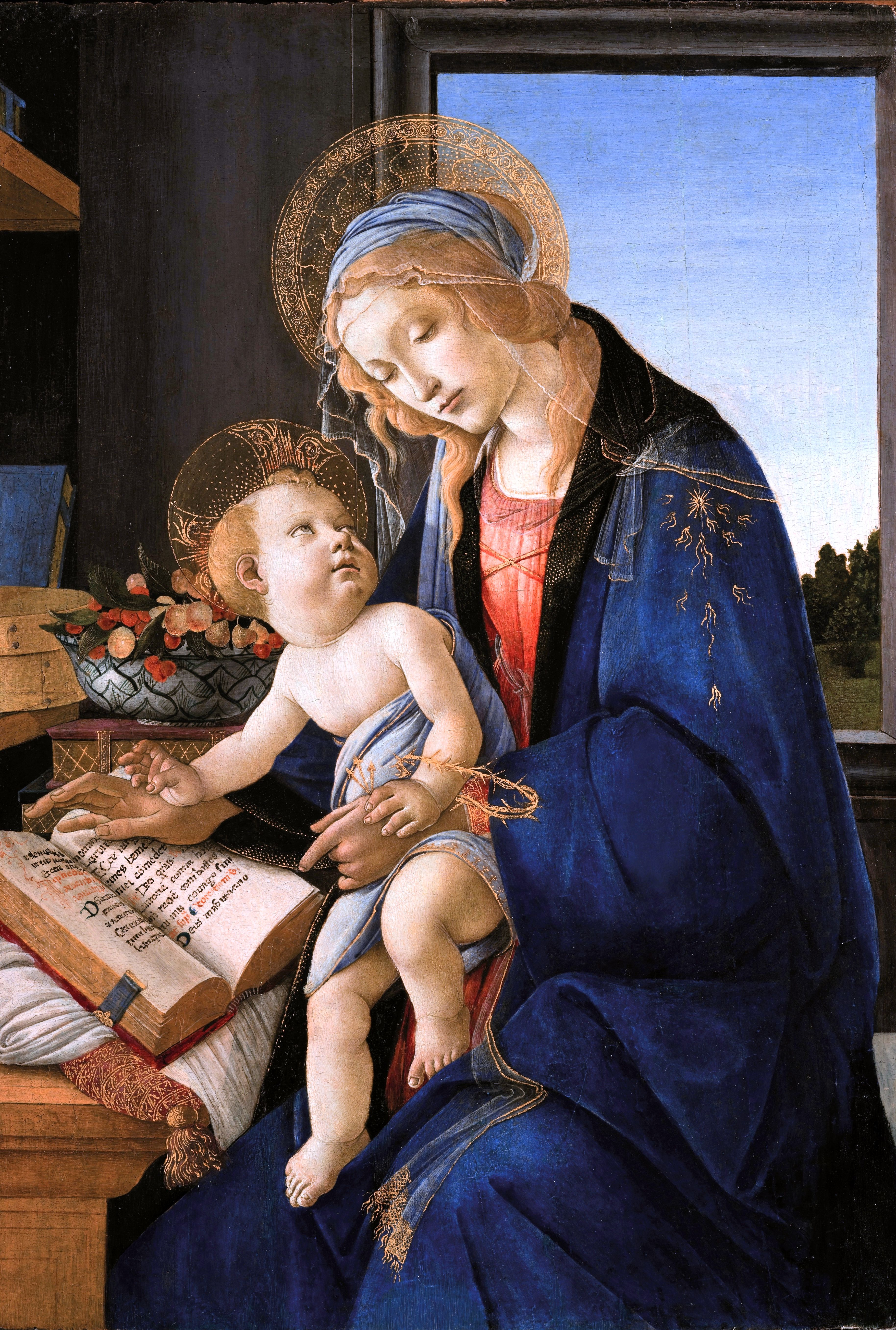
Сандро Боттичелли. Мадонна с книгой. Около 1479

Музе́й По́льди-Пеццо́ли (По́льди-Пеццо́ли; итал. Museo Poldi Pezzoli) — музей в Милане, основанный Джаном Джакомо Польди-Пеццоли в середине XIX века как частная коллекция. Открыт для публики с 1881 года. В музее хранится большая коллекция оружия, доспехов, живописи XIV—XIX веков, итальянской классицистической скульптуры, мебели эпохи Возрождения, персидских ковров и фламандских шпалер, венецианского стекла и античной керамики. Особый интерес представляют произведения художников северной Италии и старонидерландских мастеров.

## Итальянские художники, представленные в музее
- Айец, Франческо
- Альбертинелли, Мариотто
- Ангиссола, Софонисба
- Бартолини, Лоренцо
- Беллини, Якопо
- Бонвичино, Алессандро
- Гварди, Франческо
- Дадди, Бернардо
- Джордано, Лука
- Каналетто
- Кастильоне, Джованни
- Липпи, Филиппо
- Липпо Мемми
- Лоренцетти, Пьетро
- Лотто, Лоренцо
- Луини, Бернардино
- Мантенья, Андреа
- Марко д’Оджоно
- Микеланджело
- Мороне, Франческо
- Морони, Джованни Баттиста
- Пальма, Джакомо (Старший)
- Поллайоло, Антонио дель
- Пьеро дель Поллайоло
- Пьетро Перуджино
- Рафаэль Санти
- Сандро Боттичелли
- Соларио, Андреа
- Строцци, Бернардо
- Татти, Франческо де
- Тура, Козимо
- Тьеполо, Джованни Баттиста
- Феррари, Гауденцио
- Фетти, Доменико
- Фра Бартоломео
- Франческо Франча
- Чезаре да Сесто
- Чима да Конельяно
- и другие

## Нидерландские художники, представленные в музее
- Брейгель, Ян (Младший)
- Гольциус, Хендрик
- Сустерманс, Юстус
- и другие